# 台中腔
台中腔是臺灣國語（臺灣現代標準漢語）的口音，主要分佈於台灣中部，根據國音學上的分析：去聲字(四聲字)會被讀得很滿且又高又長。

## 外部連結
- 台中腔與南部腔怎麼分？一秒分辨南北腔　網超有感：好親切 （页面存档备份，存于）